# Elizabeth Neave
Elizabeth Neave (Newcastle-under-Lyme, 12 de junio de 1987) es una deportista británica que compite en piragüismo en la modalidad de eslalon.
Ganó 4 medallas en el Campeonato Mundial de Piragüismo en Eslalon entre los años 2007 y 2015, y 5 medallas en el Campeonato Europeo de Piragüismo en Eslalon entre los años 2007 y 2016.

## Palmarés internacional
| Campeonato Mundial | Campeonato Mundial             | Campeonato Mundial | Campeonato Mundial |
| Año                | Lugar                          | Medalla            | Competición        |
| ------------------ | ------------------------------ | ------------------ | ------------------ |
| 2007               | Foz do Iguaçu (Brasil)         | Medalla de bronce  | K1 por equipos     |
| 2009               | Seo de Urgel (España)          | Medalla de oro     | K1 por equipos     |
| 2009               | Seo de Urgel (España)          | Medalla de bronce  | K1 individual      |
| 2015               | Londres (Reino Unido)          | Medalla de plata   | K1 por equipos     |
| Campeonato Europeo |                                |                    |                    |
| Año                | Lugar                          | Medalla            | Competición        |
| 2007               | Liptovský Mikuláš (Eslovaquia) | Medalla de bronce  | K1 por equipos     |
| 2009               | Nottingham (Reino Unido)       | Medalla de oro     | K1 por equipos     |
| 2011               | Seo de Urgel (España)          | Medalla de bronce  | K1 individual      |
| 2013               | Cracovia (Polonia)             | Medalla de plata   | K1 por equipos     |
| 2016               | Liptovský Mikuláš (Eslovaquia) | Medalla de oro     | K1 por equipos     |